# Забел Јесајан
Забел Јесајан (јерм. Զապէլ Եսայեան, Zabel Yesayan) била је османско-јерменски романописац, преводилац и професор књижевности.

## Детињство и образовање
Забел Јесајан је рођена 4. фебруара 1878. као Забел Ховханесјан, ћерке Мкртича Ховханесјана у Силахдарској четврти града Скутарија (садашњи Üsküdar) у време руско-турског рата. Кућа у којој је њена породица живела била је црвенкаста, дрвена двоспратница. Похађала је Основну школу Светог Крста (Ս. Խաչ). Од 1895. године сели се у Париз, где је студирала књижевност и филозофију на Универзитету Сорбона.

## Књижевни рад
Инспирисана француским романтичарским покретом и препородом јерменске књижевности на западнојерменском дијалекту током 19. века, она је започела своју плодоносну књижевну каријеру. Њено прво прозно дело „Ноћна песма” појавило се 1895. године у часопису Tsaghik „Цвет” Аршака Чобањана. Она је наставила са објављивањем кратких прича, есеја, чланака и превода (на француски и јерменски) у часописима попут Mercure de France, Massis, Anahit, и Arevelian Mamoul. У Паризу се удала за сликара Дикрана Јесајана. Имали су двоје деце, Софи и Хранта.
Након младотурске револуције 1908. године, Забел Јесајан се вратила у Константинопољ, а 1909. одлази у Киликију и објавила низ чланака о масакру у Адани. Трагична судбина Јермена у Киликији је такође предмет њених дела „Међу рушевинама” (Աւերակներու մէջ, Константинопољ 1911), новеле „Клетва” (1911), као и кратких прича "Сафије" (1911), и књиге „Нова млада” (1911).

## Прогон
Јесајан је била једина жена на листи јерменских интелектуалаца које је османска младотурска влада желела да ухапси и депортује 24. априла 1915. године. Она је ипак успела да избегне хапшење и побегне у Бугарску, а затим на Кавказ, где је радила са избеглицама документујући сведочења очевидаца о гнусним злочинима који су се десили током геноцида над Јерменима.
Године 1918. била је на Блиском истоку, где је организовала пресељење избеглица и сирочади. Том периоду припадају и новеле „Последња чаша” (Վերջին բաժակը), и „Моја душа у егзилу” (Հոգիս աքսորեալ, 1919; преведена на енглески језик 2014. године), где је открила многе неправде којима је сведочила. Њена подршка совјетској Јерменији је свесрдна, а у роману „Снаге у повлачењу” (Նահանջող ուժեր, 1923) она описује друштвене и политичке услове свог времена. Она је посетила Јерменију 1926. године и убрзо након тога је објавио своје утиске у „Ослобођеном Прометеју” (Պրոմէթէոս ազատագրուած, Марсеј, 1928). Од 1933. је одлучила да се пресели у Совјетску Јерменију са својом децом, а 1934. године је учествовала на првом Конгресу уније совјетских писаца у Москви. Она је предавала француску и јерменску књижевност на Јереванском Државном Универзитету и наставила је да пише. Том периоду припада новела „Ватрена мајица” (Կրակէ շապիկ, Јереван, 1934; преведена на руски 1936), као и њена аутобиографска књига „Баште Силихдара” (Սիլիհտարի պարտէզները, Ереван, 1935; преведена на енглески језик 2014. године).
Током Велике чистке она је изненада оптужена за „национализам” и ухапшена је 1937. Умрла је у непознатим околностима, спекулише се да је удављена или умрла у егзилу, можда у Сибиру, око 1943. године.
Лара Ахаронијан, оснивач Јерменског женског истраживачког центра и Талин Суцијан, јеревански дописник за турски лист на јерменском језику Агос режирали су документарни филм о њој под називом „У потрази за Забел Јесајан”. Филм је објављен у сарадњи са „Утопијаном” и премијерно је приказан 7. марта 2009. године.